# Lacconectus pederzanii
Lacconectus pederzanii är en skalbaggsart som beskrevs av Michel Brancucci 1986. Lacconectus pederzanii ingår i släktet Lacconectus och familjen dykare. Inga underarter finns listade i Catalogue of Life.